# Platinum Stars FC
Platinum Stars Football Club – południowoafrykański klub piłkarski grający obecnie w Premier Soccer League, mający siedzibę w Rustenburgu, leżącym w Prowincji Północno-Zachodniej.

## Historia
Klub został założony w 1998 roku i jest następcą nieistniejącego już zespołu Highlands Park. Następnie zespół połączył się z Silver Stars, tworząc HP Silver Stars. W 2006 roku sponsorem klubu zostało zrzeszenie Royal Bafokeng Nation. W tym samym roku drużyna zdobyła swoje pierwsze trofeum – w finale Telkom Knockout pokonała 3:1 Ajax Kapsztad. W maju 2007 Royal Bafokeng Nation wykupił 51% udziałów w klubie, a niedługo potem klub przemianowano na Platinum Stars. W 2009 roku Royal Bafokeng Nation przejął pozostałe 49% akcji klubu.

## Sukcesy
- Telkom Knockout
  - zwycięstwo (1): 2006.

- Mvela League
  - mistrzostwo (1): 2003.

## Historia występów w Premier Soccer League
- 2003/2004 – 11. miejsce
- 2004/2005 – 7. miejsce
- 2005/2006 – 5. miejsce
- 2006/2007 – 2. miejsce
- 2007/2008 – 10. miejsce
- 2008/2009 – 13. miejsce
- 2010/2011 – 10. miejsce
- 2011/2012 – 10. miejsce
- 2012/2013 – 2. miejsce
- 2013/2014 – 8. miejsce
- 2014/2015 – 11. miejsce
- 2015/2016 – 3. miejsce